# Бабст, Иван Кондратьевич
Ива́н Кондра́тьевич Бабст (1823—1881) — русский историк, экономист, публицист, редактор, заслуженный профессор Императорского Московского университета.

## Биография
Родился в дворянской семье в уездном городе Коротояк Воронежской губернии. Большая российская энциклопедия называет датой рождения 20 октября (1 ноября) 1823 года. По другим источникам: в 1824 году, а также 25 октября (6 ноября) 1823 года; в «Отчёте Императорского Московского университета» указывается, что ему в 1859 году было 34 года. Его отец — обрусевший немец Конрад-Христофор Бабст, майор (позже — полковник) Казанского драгунского полка.
В 1841 году окончил Рижскую гимназию и в следующем году поступил на историко-филологическое отделение философского факультета Московского университета, которое окончил со степенью кандидата в 1846 году; ученик Т. Н. Грановского. Был оставлен при университете на кафедре всеобщей истории и стал преподавать историю в Московском Николаевском сиротском институте (1847—1851).
С июля 1851 года, после защиты магистерской диссертации «Государственные мужи Древней Греции в эпоху её распадения» исполнял должность адъюнкта в Казанском университете. Защитив в Московском университете 28 марта 1853 года докторскую диссертацию «Джон Ло, или Финансовый кризис Франции в первые годы регентства», с октября того же года преподавал в Казанском университете в качестве экстраординарного профессора: с марта 1856 года — ординарный профессор по кафедре политической экономии и статистики.
В 1857 году женился на французской подданной Марцелине-Каролине Фрерон, которая родила семерых детей: Евгения (род. 1859), Надежда (род. 1861), Александр (род. 1863), Сергей (род. 1863), Екатерина (род. 1869), Ольга (род. 1871), Алексей (род. 1873).
В Московском университете был ординарным профессором в период 1857—1874 годов; читал на юридическом факультете политическую экономию и статистику. Одновременно в 1863—1868 годах был директором Лазаревского института восточных языков; не являясь востоковедом, хотел свернуть в нём изучение восточных языков и открыть обычную гимназию. Преподавал также в Академии практических наук (1860—1864), Александровском военном училище (1863—1870) и в пансионе Эннеса; в 1862 году преподавал политэкономию и статистику наследнику цесаревичу великому князю Николаю Александровичу, а впоследствии и Александру Александровичу. В соавторстве с К. П. Победоносцевым издал «Письма о путешествии государя наследника цесаревича по России от Петербурга до Крыма» (М., 1864). Сопровождал наследника престола Александра Александровича в путешествиях по России в 1866 и 1869 гг.
Участвовал в разработке Университетского устава 1863 года и обсуждении проблем народного образования на страницах печати. В 1857 году в газете «Московские ведомости» (№ 140—141) отстаивал необходимость распространения прежде всего общего начального образования. Дискутировал с А. С. Ершовым и М. Я. Киттары — сторонниками приоритетности в России технического образования. По мнению Бабста, развитие общего начального образования находится «в самой тесной связи с промышленным прогрессом, потому что только при грамотности в народе явится и уважение к труду и сознание необходимости технического образования для развития промышленности».
Ф. В. Чижов привлёк его к изданию «Вестника промышленности»; редактировал этот журнал (1860—1861), а также газету «Акционер» (1860—1862); заведовал экономическим отделом в газетах И. С. Аксакова «Москва» и «Москвич» (1867—1868).
Заслуженный профессор Московского университета с 1859 года; действительный статский советник с 1866 года. С 1867 года — управляющий Московским купеческим банком, пайщиком которого был. Проработал в банке до 1878 г., был директором, потом председателем правления. Когда Бабст по состоянию здоровья покинул свой пост учредители выбрали его в состав совета Купеческого банка.
Вышел в отставку «за выслугой лет» (1874) с профессорской должности в Московском университете.
Имел ордена: Св. Станислава 2-й степени с императорской короной (1865), персидский Льва и Солнца 2-й степени со звездой (1866), Св. Владимира 3-й степени (1869).
Умер 6 (18) июля 1881 года в селе Белавино Звенигородского уезда Московской губернии. Похоронен там же.

## Научная деятельность
В начале научной деятельности занимался проблемами мировой истории. С 1850-х годов научные интересы Бабста сосредоточились на вопросах политэкономии, экономической географии, статистики. Широкий резонанс имела его речь «О некоторых условиях, способствующих умножению народного капитала» (издана в 1856 году). Работы публиковал в «Русском вестнике», «Экономическом указателе», «Атенее», газете «Русские ведомости», участвовал в других периодических изданиях. Автор путевых очерков «От Москвы до Лейпцига» (1859).
В экономических работах сочетал идеи классической политической экономии со взглядами исторической школы. Основные работы по политической экономии и статистике («Курс политической экономии», 1859; «Мысли о современных нуждах нашего народного хозяйства», 1860, и другие).
В выступлениях до обострения социально-политических противоречий в конце 1850-х — начале 1860-х годов обнаруживается критика крепостничества, обоснования необходимости преобразований и ограничения роли иностранного капитала в России.